# فرودگاه تک‌بانده گاکابا
فرودگاه تک‌بانده گاکابا (به انگلیسی: Gakaba Airstrip) یک فرودگاه همگانی است . این فرودگاه در کشور سورینام قرار دارد .